# 350 aC
El 350 aC va ser un any del calendari romà prejulià. En aquell temps, era conegut com a any del consolat de Lenat i Escipió (o, més rarament, any 404 ab urbe condita o de la Fundació de Roma). L'ús del nom «350 aC» per referir-se a aquest any es remunta a l'alta edat mitjana, quan el sistema Anno Domini va ser el mètode de numeració dels anys més comú a Europa.

## Esdeveniments

### Àsia Menor
- Idrieu, sàtrapa de Cària rep l'encàrrec del rei persa Artaxerxes II de preparar un exèrcit per reduir l'illa de Xipre, que s'havia afegit a una revolta iniciada a Sidó, i que a més tenia suport egipci. Equipa 40 trirrems i 8.000 mercenaris, que envia a l'illa sota el comandament d'Evàgores II i Foció.[2]
- Evàgores II reconquereix per als perses l'illa de Xipre excepte Salamina, on tenia el poder Pnitàgores. que no pot ser el Pnitàgores fill d'Evàgores I, ja que havia mort junt amb el seu pare, i potser era fill de Nicocles i net d'Evàgores I i possible germà o nebot d'Evàgores II. Evàgores II es proclama rei de Xipre.[3]

### Antiga Grècia
- Tàmines, una ciutat de l'illa d'Eubea, és coneguda per la victòria que els atenesos van obtenir sota el comandament de Foció sobre Càl·lies de Calcis.[4]
- Olint, a la península Calcídica, alarmada pel poder que anava adquirint Filip II de Macedònia, va formar part a partir de l'any 352 aC de l'aliança atenenca. Filip II li declara la guerra i Atenes defensa Olint.[5]

### Antiga Roma
- Aquest any són elegits cònsols Marc Popil·li Lenat i Luci Corneli Escipió.[6]
- Popil·li Lenat, cònsol per tercera vegada, va lluitar contra els gals als que va derrotar en una batalla on va resultar ferit. Per aquesta victòria va obtenir els honors del triomf, el primer obtingut per un plebeu.[7]
- Luci Furi Camil va ser nomenat dictador per dirigir els comicis, ja que Escipió estava malalt i Popil·li Lenat havia tornat greument ferit de la guerra amb els gals. El seu magister equitum va ser Publi Corneli Escipió. Va rebutjar les candidatures plebees i va imposar l'elecció de cònsols exclusivament patricis.[8]
- Bolonya, ciutat etrusca és ocupada pels bois.[9]